# Бара (Църногория)
Бала (на македонска литературна норма: Бара) е бивше село в община Липково.

## География
Селото е било разположено в северните поли на Скопска Църна гора, над Моянци, в землището на Никущак.

## История
Според статистиката на Васил Кънчов („Македония. Етнография и статистика“) от 1900 г. Бара е населявано от 120 жители арнаути мохамедани.
След Междусъюзническата война в 1913 година селото влиза в границите на Сърбия.
На етническата си карта от 1927 година Леонард Шулце Йена показва Баре (Bare) като албанско село.